# Tú, yo y ella
Tú, Yo y Ella (título original en inglés: You Me Her) es una serie de televisión estadounidense-canadiense que se desarrolla en torno a una pareja de casados que entra en un trío romántico, es decir, en una relación de poliamor. La serie está ambientada en Portland, Oregón y fue creada por John Scott Shepherd. La serie es promocionada como la primera serie de televisión de comedia "polirromántica". El 9 de junio de 2016, se renovó para dos temporada más. El 27 de julio de 2018, la serie fue renovada para una cuarta y quinta temporada. El 10 de mayo de 2019 se confirmó que la quinta temporada sería la última de la serie. Tras el cierre de operaciones de Audience Network el 22 de mayo de 2020, la última temporada se estrenó completa en el servicio de streaming canadiense, Crave, finalizando el 7 de junio de 2020.

## Premisa
La serie se revuelve alrededor de un matrimonio de treintañeros, Jack y Emma Trakarsky, de Portland, Oregón, cuya vida sexual ha ido muriendo lentamente. En un esfuerzo por reanimar su vida sexual e intentar concebir un niño juntos,  deciden traer a su matrimonio a Izzy, una estudiante universitaria de 25 años que además es chica de compañía, pretendiendo inicialmente tener una relación puramente de negocios para arreglar su matrimonio. Ambos empiezan a desarrollar sentimientos románticos hacia Izzy, y viceversa, y se ven obligados a navegar por un campo minado de vecinos indiscretos, normas sociales y prejuicios, mientras luchan por confrontar sus propios sentimientos y adaptarse a la dinámica desconocida de una relación poliamorosa.

## Reparto

### Reparto principal
- Priscilla Faia como Isabelle "Izzy" Silva, una estudiante de posgrado en Psicología y chica de compañía.
- Rachel Blanchard como Emma Trakarsky, una talentosa arquitecta.
- Greg Poehler como Jack Trakarsky, un ayudante de decano pendiente de ser ascendido y marido de Emma.
- Melanie Papalia como Nina, compañera de piso de Izzy.

### Reparto secundario
- Jennifer Spence como Carmen.
- Jarod Joseph como Andy.
- Ennis Esmer como Dave.
- Chelah Horsdal como Lori.
- Laine MacNeil como Ava.
- Kevin O'Grady como Gabe (Temporada 1).
- Dave Collette como Gabe (Temporada 2-4).
- Jerry Wasserman como Dean Weinstock.
- Patrick Gilmore como Shaun.
- Michael Hogan como el padre de Emma.
- Agam Darshi como Ruby Shivani.
- Lara Gilchrist como Hannah.
- Carmel Amit como Kylie.
- Adam Beauchesne como Will.
- Patrick Lubczyk como Gabriel.
- Jessica McLeod como Sasha.
- Lee Majdoub como Nathan.
- Gage Marsh como Alex.

## Emisión
La serie está disponible exclusivamente en Netflix fuera de los Estados Unidos y Canadá.

## Producción
Es rodado en Vancouver, Columbia Británica.

## Premios y nominaciones
| Año  | Premio                 | Categoría                                                                                | Por                                                           | Resultado | Ref.   |
| ---- | ---------------------- | ---------------------------------------------------------------------------------------- | ------------------------------------------------------------- | --------- | ------ |
| 2020 | Leo Awards             | Mejor Interpretación Principal por una Mujer en una Serie Dramática                      | Priscilla Faia                                                | Pendiente | [ 10 ] |
| 2020 | Leo Awards             | Mejor Interpretación Masculina como Invitado en una Serie Dramática                      | Lee Majdoub                                                   | Pendiente | [ 10 ] |
| 2020 | Leo Awards             | Mejor Edición de Imagen en una Serie Dramática                                           | Nicole Ratcliffe                                              | Pendiente | [ 10 ] |
| 2019 | Leo Awards             | Mejor Interpretación en una Serie o Programa de Comedia, Musical o Variedad              | Priscilla Faia (Episodio: "You Be You And I'll Be Me")        | Ganadora  | [ 11 ] |
| 2018 | Leo Awards             | Mejor Interpretación Principal por una Mujer en una Serie Dramática                      | Priscilla Faia (Episodio: "Stoner Sensai's Secrets of Love")  | Nominada  | [ 12 ] |
| 2018 | Leo Awards             | Mejor Interpretación Masculina como Invitado en una Serie Dramática                      | Patrick Lubczyk (Episodio: "Stoner Sensai's Secrets of Love") | Nominado  | [ 12 ] |
| 2018 | Leo Awards             | Mejor Casting en una Serie Dramática                                                     | Candice Elzinga (Episodio: "Stoner Sensai's Secrets of Love") | Nominada  | [ 12 ] |
| 2018 | Leo Awards             | Mejor Banda Sonora en una Serie Dramática                                                | Brent Belke (Compositor)                                      | Nominado  | [ 12 ] |
| 2017 | Leo Awards             | Mejor Interpretación Principal por una Mujer en una Serie Dramática                      | Priscilla Faia (Episodio: "Sex Fairy and the Eternal Flames") | Nominada  | [ 13 ] |
| 2017 | Leo Awards             | Mejor Interpretación Secundaria por una Mujer en una Serie Dramática                     | Jennifer Spence (Episodio: "Like Riding A Vagina Bike")       | Nominada  | [ 13 ] |
| 2017 | Leo Awards             | Mejor Interpretación Masculina como Invitado en una Serie Dramática                      | Dave Collette (Episodio: "Like Riding A Vagina Bike")         | Nominado  | [ 13 ] |
| 2017 | Leo Awards             | Mejor Banda Sonora en una Serie Dramática                                                | Brent Belke (Episodio: "Sex Fairy and the Eternal Flames")    | Nominado  | [ 13 ] |
| 2017 | Canadian Screen Awards | Mejor Actuación de una Actriz en un rol Secundario o de Invitado en una Serie de Comedia | Laine MacNeil                                                 | Nominada  | [ 14 ] |
| 2017 | UBCP/ACTRA Awards      | Mejor Actriz                                                                             | Jennifer Spence (Episodio: "Like Riding A Vagina Bike")       | Nominada  | [ 15 ] |
| 2016 | UBCP/ACTRA Awards      | Mejor Actriz                                                                             | Priscilla Faia                                                | Nominada  | [ 16 ] |